# Myrcia convexivenia
Myrcia convexivenia là một loài thực vật có hoa trong Họ Đào kim nương. Loài này được B.Holst mô tả khoa học đầu tiên năm 2002.